# Hemilissa fabulosa
Hemilissa fabulosa là một loài bọ cánh cứng trong họ Cerambycidae.